# Buenos Aires FC (1867)

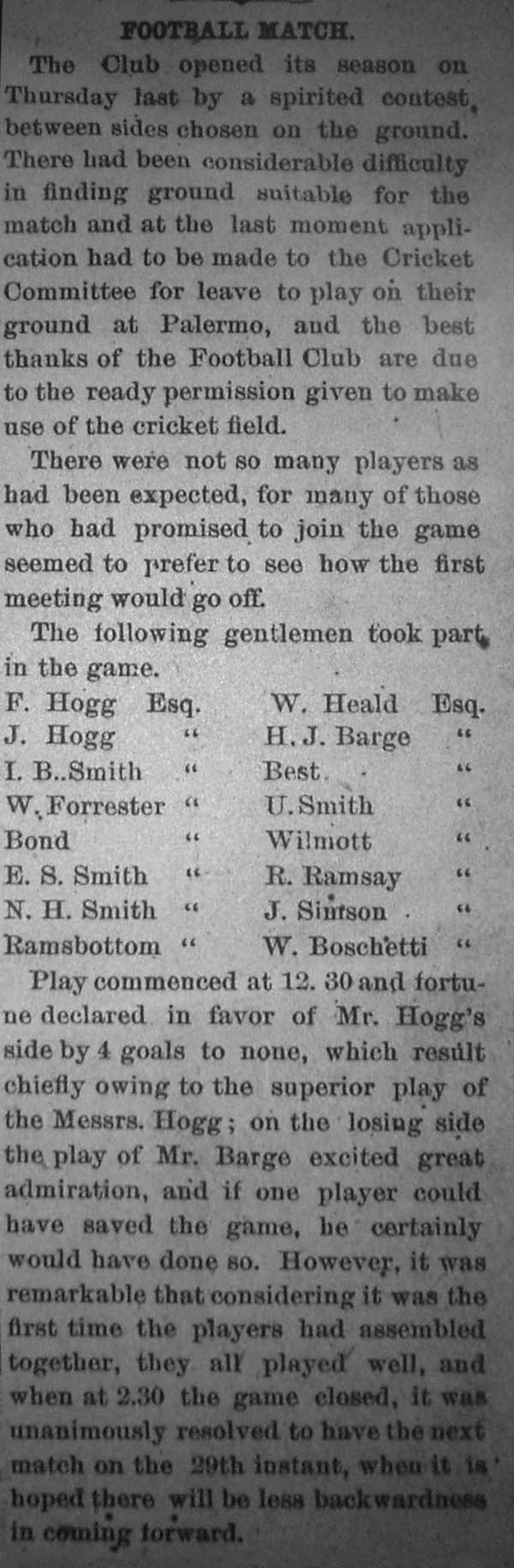
Verslag van de eerste voetbalwedstrijd gespeeld in Argentinië in de krant van 23 juni 1867

Buenos Aires FC was een Argentijnse voetbalclub uit de hoofdstad Buenos Aires. Het wordt beschouwd als de oudste club van Zuid-Amerika.  Er zijn nog twee clubs die dezelfde naam gehad hebben, Buenos Aires FC (1886), dat enkel actief was in rugby union en Buenos Aires FC, een club die in 1891 deelnam aan het eerste competitieseizoen van Argentinië. Over deze club is weinig bekend, waarschijnlijk werd ze alleen samengesteld om deel te kunnen nemen aan de competitie en bestond waarschijnlijk ook alleen dat jaar. 

## Geschiedenis
In 1867 was er een grote Britse gemeenschap in Buenos Aires. De meesten kwamen van het Verenigd Koninkrijk als manager of arbeiders voor Britse spoorwegdiensten die actief waren in Argentinië. De Britse burgers richtten sportclubs op waar ze sporten als bowls, cricket, voetbal, golf, paardrijden, rugby union en tennis konden spelen. 
Op 9 mei 1867 werd Buenos Aires Football Club boven de doopvont gehouden. De stichtende leden waren spoorwegwerkers die uit het noorden van Engeland kwamen. De eerste wedstrijd zou op 25 mei gespeeld worden maar door slechte weersomstandigheden werd deze uitgesteld naar 20 juni. De wedstrijd werd gespeeld op de Buenos Aires Cricket Club Ground. 
In 1870 hield de gele koorts lelijk huis in Buenos Aires en 8% van de bevolking overleed aan deze ziekte, de club werd ontbonden. Op 25 april 1873 werd de club heropgericht door Thomas Hogg, die ook al de eerste club opgericht had. Hoewel de club volgens de regels van de football association speelde wilden vele leden volgens de regels van de rugby union spelen en meer met hun handen werken in plaats van de voeten. Vele spelers kwamen uit verschillende Britse steden waar telkens anders gespeeld werd en na een tijdje had de club haar eigen regels. Op 14 mei 1874 werd besloten om de regels van de rugby union te volgen. Diezelfde dag werd nog een wedstrijd gespeeld tussen twee teams wat beschouwd wordt als de eerste rugby unionwedstrijd in Argentinië. 
Echter, in 1875 werd het ook weer toegestaan om met voetbalregels te spelen, na enkele zware blessures bij het rugby. De laatste gegevens over het bestaan van de club dateren uit 1881 toen het team vriendschappelijke wedstrijden speelde tegen Zingari Cricket Club en Montevideo Cricket Club. 